# Oosters-katholieke kerken in Noord-Amerika
Het oosters christendom kent lokale kerken die veelal nationaal georganiseerd zijn. De eparchiën en de exarchaten zijn geografisch bepaald en dit is nog altijd de norm.
Toen oosters-katholieken, vanuit hun thuislanden, emigreerden naar Amerika wensten zij dat kerkelijke jurisdicties werden opgezet volgens de etnische groepen waartoe zij behoorden. Deze jurisdicties bestaan nog steeds ook in landen zoals de Verenigde Staten waar de parochies thans meestal bestaan uit mensen welke cultureel gezien echte Amerikanen zijn geworden en voor wie de etnische factoren veel minder belangrijk zijn dan dit voor hun voorouders van twee à drie generaties geleden was.
Wat de Byzantijns-katholieke jurisdicties betreft zijn er thans overlappingen waar deze oorspronkelijk op basis van etnische origine waren gecreëerd namelijk Roetheens, Oekraïens, Melkitisch, Roemeens.
Hierna volgt een overzicht van de oosters-katholieke bisdommen in Noord-Amerika, gerangschikt volgens de gevolgde ritus.

## Byzantijnse ritus
- Italo-Albanees-Grieks-Katholieke Kerk

Er is geen kerkelijke structuur voor de Italo-Grieks-katholieken in Noord-Amerika. Zij vallen onder de jurisdictie van de lokale organisatie van de Rooms-Katholieke Kerk. In de staat of Nevada maken ze deel uit van het Bisdom van Van Nuys.
- Melkitische Grieks-Katholieke Kerk

Bisdom van Newton
in Roslindale, MA 02131
Bisschop Cyril Salim Bustros
website
Melkitisch Bisdom van Canada
in Outremont, Quebec H2V 2M1
Bisschop Ibrahim Ibrahim
- Oekraïense Grieks-Katholieke Kerk

Verenigde Staten:
Metropolitane Aartsbisdom of Philadelphia
in Philadelphia, PA 19123
Aartsbisschop Stephen Soroka
website
Bisdom van Stamford
in Stamford, CT 06902
Bisschop Paul Patrick Chomnycky, O.S.B.M.,
website
Bisdom van St. Nicholas in Chicago
in Chicago, IL. 60622
Bisschop Richard S. Seminack.
website (gearchiveerd)
Bisdom van St. Josaphat in Parma
in Parma OH 44134-7180
Bisschop Robert Moskal
website (gearchiveerd)
Canada:
Bisdom van Winnipeg
in Winnipeg, Manitoba R2V 1V7
Bisschop Lawrence Huculak, OSBM
website
Bisdom van Edmonton
in Edmonton AB T5H 1A3
Bisschop David Motiuk
website
Bisdom van Toronto
in Toronto, Ontario M9M 2S7
Bisschop Stephen Chmilar
website
Bisdom van Saskatoon
in Saskatoon SK S7N 0L4
Bisschop Michael Wiwchar, C.Ss.R.
website
Bisdom van New Westminster
in New Westminster, British Columbia V3L 1S2
Bisschop Severian Yakymyshyn, OSBM
website
- Roemeense Grieks-Katholieke Kerk

Bisdom van Canton
in Canton, Ohio
Bisschop John Michael Botean.
website
- Roetheense Grieks-Katholieke Kerk

Metropolitane Aartsbisdom van Pittsburgh
in Pittsburgh, PA 15214-2253
Aartsbisschop Basil Schott, OFM, DD
website
Bisdom van Passaic
in West Paterson, NJ 07424
Bisschop William C. Skurla, D.D., Bisschop-Elect
website
Bisdom van Parma
in Parma, OH 44134-3129
Bisschop John M. Kudrick
website (gearchiveerd)
Bisdom van Van Nuys
in Phoenix, AZ 85020
Bisschop William Charles Skurla
website (gearchiveerd)
- Russische Grieks-Katholieke Kerk

Er is geen kerkelijke structuur voor de Russisch-Byzantijns katholieken in Noord-Amerika. Russische katholieken vallen onder de jurisdictie van de leiding van de lokale organisatie van de Rooms-Katholieke Kerk.
- Slowaakse Grieks-Katholieke Kerk

Bisdom van de heilige Cyrillis en Methodius van Toronto voor Byzantijnse Slowaken
in Unionville, Ontario L3R 3M2
Bisschop John S. Pazak, C.Ss.R..

## Armeense ritus
- Armeens-Katholieke Kerk

Apostolisch  Exarchaat voor Armeense Katholieken in de Verenigde Staten en Canada
in New York, NY 10003-5395

## Chaldeeuwse ritus
- Chaldeeuws-Katholieke Kerk

Bisdom van  St. Thomas de Apostel
in Southfield, Michigan 48034
Bisschop Ibrahim N. Ibrahim
- Syro-Malabar-Katholieke Kerk

Syro-Malabar Bisdom Chicago
USA Elmhurst, IL 60126-4020
Bisschop Mar Jacob Angadiath
website

## Antiocheense ritus
- Syrisch-Katholieke Kerk

Onze Lieve Vrouw van Verlossing Syrisch-katholiek bisdom
in Union City,  NJ  07087-5213
Bisschop Mar Ephrem Joseph F. Younan
website (gearchiveerd)
- Syro-Malankara-Katholieke Kerk

De Syro-Malankara katholieken in Noord-Amerika vallen onder de jurisdictie van de leiding van de lokale organisatie van de Rooms-Katholieke Kerk.
- Maronitische Kerk

Verenigde Staten: 
Bisdom van St. Maron Brooklyn
in Brooklyn, NY 11201
Bisschop Gregory J. Mansour
website
Bisdom van Onze Lieve Vrouw van Libanon Los Angeles
in St. Louis, MO 63104
Bisschop Robert J. Shaheen
website (gearchiveerd)
Canada:
Bisdom van St-Maron Montréal
in St.Montréal, P.Q., H4J 2K4
Bisschop Joseph Khoury
website